# Sándor Szalay
Sándor Szalay (ur. 4 października 1909 w Nyíregyházie, zm. 11 października 1987 w Debreczynie) – węgierski fizyk jądrowy, który w 1955 r. odkrył neutrino (niezależnie, ale później niż Clyde Cowan i Frederick Reines). Wykonane przez niego zdjęcie nagle zmieniającego kierunek nuklidu helu w momencie emisji neutrina można znaleźć w niemal każdym podręczniku fizyki jądrowej.
W 1970 roku UMCS przyznał mu tytuł doktora honoris causa.